# Superliga de Eslovaquia 1997-98
La Superliga de Eslovaquia 1997-98 fue la quinta edición de la Superliga eslovaca de fútbol. Participaron 16 equipos, y el 1. FC Košice ganó su segundo campeonato. El goleador fue  Ľubomír Luhový, del Spartak Trnava.

## Tabla de posiciones
|    | Equipo                      | PJ | PG | PE | PP | GF | GC | DG  | Pts |
| -- | --------------------------- | -- | -- | -- | -- | -- | -- | --- | --- |
| 1  | 1. FC Košice                | 30 | 21 | 5  | 4  | 71 | 24 | 47  | 68  |
| 2  | Spartak Trnava              | 30 | 20 | 6  | 4  | 61 | 34 | 27  | 66  |
| 3  | Inter Bratislava            | 30 | 18 | 6  | 6  | 55 | 25 | 30  | 60  |
| 4  | Ozeta Dukla Trenčín         | 30 | 16 | 5  | 9  | 47 | 31 | 16  | 53  |
| 5  | Slovan Bratislava           | 30 | 12 | 9  | 9  | 41 | 36 | 5   | 45  |
| 6  | Rimavska Sobota             | 30 | 12 | 8  | 10 | 39 | 34 | 5   | 44  |
| 7  | MŠK Žilina                  | 30 | 11 | 9  | 10 | 23 | 25 | -2  | 42  |
| 8  | Artmedia Petržalka          | 30 | 11 | 6  | 13 | 27 | 28 | -1  | 39  |
| 9  | HFC Hummené                 | 30 | 12 | 2  | 16 | 36 | 55 | -19 | 38  |
| 10 | Tatran Prešov               | 30 | 9  | 9  | 12 | 29 | 39 | -10 | 36  |
| 11 | MFK SCP Ružomberok          | 30 | 9  | 9  | 12 | 35 | 49 | -14 | 36  |
| 12 | Banik Prievidza             | 30 | 9  | 8  | 13 | 35 | 42 | -7  | 35  |
| 13 | Dukla Banská Bystrica       | 30 | 7  | 9  | 14 | 32 | 46 | -14 | 30  |
| 14 | BSC JAS Bardejov            | 30 | 7  | 6  | 17 | 27 | 42 | -15 | 27  |
| 15 | Lokomotive Energogas Košice | 30 | 7  | 5  | 18 | 31 | 54 | -23 | 26  |
| 16 | DAC Dunajská Streda         | 30 | 5  | 6  | 19 | 26 | 51 | -25 | 21  |

PJ = Partidos jugados; PG = Partidos ganados; PE = Partidos empatados; PP = Partidos perdidos; GF = Goles a favor; GC = Goles en contra; DG = Diferencia de gol; Pts = Puntos
|  | Clasificado a la Liga de Campeones de la UEFA 1998-99 |
|  | Clasificado a la Recopa de Europa 1998-99             |
|  | Clasificado a la Copa de la UEFA 1998-99              |
|  | Clasificado a la Copa Intertoto de la UEFA 1998       |
|  | Descenso a la Primera Liga de Eslovaquia              |